# Мейра, Фернанду
Ферна́нду Жозе́ да Си́лва Фре́йташ Ме́йра (порт. Fernando José da Silva Freitas Meira) — португальский футболист.

## Карьера
Фернандо родился в городе Гимарайнш. Мейра начал свою профессиональную карьеру в родном городе Витория, но в первой команде был только один твердый сезон, в сезоне 1999/2000 (последнем в клубе), он появился в том сезоне в 30 из своих 53 матчей за клуб из Минью. В 1998 году он был отдан в аренду, в клуб «Фелгейраш» во втором дивизионе, являясь одним из важнейших игроков защиты и помог финишировать клубу на пятом месте.
В 2000 летом Мейра присоединился к португальскому топ-клубу «Бенфика» из Премьер-лиги, за € 4 млн плюс ещё одного игрока. Он сыграл 31 матч в своем первом сезоне, 30 из них в старте, а также стал капитаном команды, но лиссабонский клуб не выиграл ни одного трофея во время его пребывания в клубе.
С лета 2008 года играл в стамбульском «Галатасарае». В 2009 году «Зенит» подписал трёхлетний контракт с Мейрой. Фернанду заявлен за «Зенит» под 5-м номером. По данным турецкой прессы, сумма сделки составила 6 миллионов евро. 15 марта 2009 года дебютировал в составе санкт-петербургского «Зенита» в матче с московским «Спартаком», а уже в третьем своем матче за петербургский клуб отличился забитым голом в ворота «Томи». 16 августа 2011 года расторгнул контракт с «Зенитом» и подписал контракт с испанским клубом «Реал Сарагоса».
В сборной Португалии Фернанду дебютировал ещё в 2000 году, но несколько лет не мог получить стабильное место в основном составе. Лишь после ЧМ-2006 он стал твёрдым игроком стартового состава национальной команды. В составе сборной страны занял 4-е место на ЧМ-2006. Всего в активе Мейры 54 матча и два гола в футболке сборной.

## Достижения
«Штутгарт»:
- Чемпион Германии: 2006/07

 «Галатасарай»:
- Обладатель суперкубка Турции: 2008

 «Зенит»:
- Чемпион России: 2010
- Бронзовый призёр чемпионата России: 2009
- Обладатель Кубка России: 2009/10
- Обладатель Суперкубка России: 2011

 Сборная Португалии
- Четвёртое место на чемпионате мира 2006 года

## Статистика
| Сезон   | Клуб              | Лига                    | Чемпионат | Чемпионат | Кубок | Кубок | Еврокубки | Еврокубки |
| Сезон   | Клуб              | Лига                    | Игры      | Голы      | Игры  | Голы  | Игры      | Голы      |
| ------- | ----------------- | ----------------------- | --------- | --------- | ----- | ----- | --------- | --------- |
| 1999/00 | Витория Гимарайнш | Португальская лига      | 30        | 2         | 4     | 0     | 0         | 0         |
| 2000/01 | Бенфика           | Португальская лига      | 31        | 0         | 3     | 0     | 2         | 0         |
| 2001/02 | Бенфика           | Португальская лига      | 15        | 2         | 2     | 0     | 0         | 0         |
| 2001/02 | Штутгарт          | Бундеслига              | 14        | 2         | 0     | 0     | 0         | 0         |
| 2002/03 | Штутгарт          | Бундеслига              | 31        | 1         | 2     | 0     | 6         | 1         |
| 2003/04 | Штутгарт          | Бундеслига              | 32        | 1         | 3     | 0     | 8         | 0         |
| 2004/05 | Штутгарт          | Бундеслига              | 16        | 1         | 1     | 0     | 3         | 1         |
| 2005/06 | Штутгарт          | Бундеслига              | 32        | 0         | 2     | 0     | 6         | 0         |
| 2006/07 | Штутгарт          | Бундеслига              | 20        | 3         | 4     | 0     | 0         | 0         |
| 2007/08 | Штутгарт          | Бундеслига              | 28        | 3         | 3     | 0     | 6         | 0         |
| 2008/09 | Галатасарай       | Турецкая Суперлига      | 21        | 0         | 6     | 0     | 10        | 0         |
| 2009    | Зенит (С-ПБ)      | Российская Премьер-Лига | 22        | 1         | 2     | 0     | 2         | 0         |
| 2010    | Зенит (С-ПБ)      | Российская Премьер-Лига | 11        | 0         | 3     | 0     | 5         | 0         |
| 2011/12 | Зенит (С-ПБ)      | Российская Премьер-Лига | 1         | 0         | 3     | 0     | 4         | 0         |
| 2011/12 | Реал Сарагоса     | Испанская Примера       | 12        | 0         | 0     | 0     | 0         | 0         |